# 24409 Caninquinn
24409 Caninquinn è un asteroide della fascia principale. Scoperto nel 2000, presenta un'orbita caratterizzata da un semiasse maggiore pari a 3,1609945 UA e da un'eccentricità di 0,1313876, inclinata di 0,54267° rispetto all'eclittica.